# Boks na Igrzyskach Wspólnoty Narodów 2010
Boks na Igrzyskach Wspólnoty Narodów 2010, odbył się w dniach 5 - 13 października 2010. Zawodnicy startowali w 10 kategoriach wagowych.

## Medaliści
| Kat. wagowa          |                     |                  |                   |
| -------------------- | ------------------- | ---------------- | ----------------- |
| Waga papierowa       | Paddy Barnes        | Jafet Uutoni     | Muhammad Waseem   |
| Waga papierowa       | Paddy Barnes        | Jafet Uutoni     | Amandeep Singh    |
| Waga musza           | Suranjoy Singh      | Benson Njangiru  | Oteng Oteng       |
| Waga musza           | Suranjoy Singh      | Benson Njangiru  | Haroon Iqbal      |
| Waga kogucia         | Manju Wanniarachchi | Sean McGoldrick  | Tirafalo Seoko    |
| Waga kogucia         | Manju Wanniarachchi | Sean McGoldrick  | Louis Julie       |
| Waga lekka           | Thomas Stalker      | Josh Taylor      | Jai Bhagwan       |
| Waga lekka           | Thomas Stalker      | Josh Taylor      | Lomalito Moala    |
| Waga lekkopółśrednia | Manoj Kumar         | Bradley Saunders | Valentino Knowles |
| Waga lekkopółśrednia | Manoj Kumar         | Bradley Saunders | Louis Colin       |
| Waga półśrednia      | Patrick Gallagher   | Callum Smith     | Carl Hield        |
| Waga półśrednia      | Patrick Gallagher   | Callum Smith     | Dilbag Singh      |
| Waga średnia         | Eamonn O’Kane       | Anthony Ogogo    | Vijender Singh    |
| Waga średnia         | Eamonn O’Kane       | Anthony Ogogo    | Keiran Harding    |
| Waga półciężka       | Callum Johnson      | Thomas McCarthy  | Joshua Makonjio   |
| Waga półciężka       | Callum Johnson      | Thomas McCarthy  | Jermaine Asare    |
| Waga ciężka          | Simon Vallily       | Steven Ward      | Awusone Yekeni    |
| Waga ciężka          | Simon Vallily       | Steven Ward      | Stevie Simmons    |
| Waga superciężka     | Paramjeet Samota    | Tariq Abdul Haqq | Blaise Yepmou     |
| Waga superciężka     | Paramjeet Samota    | Tariq Abdul Haqq | Junior Fa         |

### Tabela medalowa
Kolorem niebieskim oznaczono gospodarza igrzysk.
| Poz.    | Państwo           |    |    |    | Łącznie |
| ------- | ----------------- | -- | -- | -- | ------- |
| 1       | Irlandia Północna | 3  | 2  | 0  | 5       |
| 2       | Indie             | 3  | 0  | 4  | 7       |
| 3       | Anglia            | 2  | 3  | 0  | 5       |
| 4       | Szkocja           | 1  | 1  | 1  | 3       |
| 5       | Sri Lanka         | 1  | 0  | 0  | 1       |
| 6       | Walia             | 0  | 1  | 2  | 3       |
| 7       | Kenia             | 0  | 1  | 1  | 2       |
| 8       | Namibia           | 0  | 1  | 0  | 1       |
| 8       | Trynidad i Tobago | 0  | 1  | 0  | 1       |
| 10      | Pakistan          | 0  | 0  | 2  | 2       |
| 10      | Botswana          | 0  | 0  | 2  | 2       |
| 10      | Mauritius         | 0  | 0  | 2  | 2       |
| 10      | Bahamy            | 0  | 0  | 2  | 2       |
| 10      | Tonga             | 0  | 0  | 2  | 2       |
| 15      | Ghana             | 0  | 0  | 1  | 1       |
| 15      | Kamerun           | 0  | 0  | 1  | 1       |
| Łącznie | Łącznie           | 10 | 10 | 20 | 40      |